# Сажатель Кукурузы
Сажатель Кукурузы (англ. Cornplanter,  на языке сенека — Гайантваке (Gaiänt'wakê); родился между 1732 и 1746—18 февраля 1836) — вождь племени сенека и виднейший индейский оратор. Был также известен как Джон Эйбил III и Кайнтвакон. Как военный лидер, Сажатель Кукурузы участвовал в Войне с французами и индейцами и Войне за независимость США. В обеих войнах сенека и три других племени ирокезов были в союзе с Британской империей. После войны он вёл переговоры с правительством Соединённых Штатов и подписал договор в форте Стэнвикс в 1784 году. Он помог добиться нейтралитета ирокезов во время Северо-западной индейской войны.
В мирные годы Сажатель Кукурузы работал, чтобы узнать больше о евроамериканских отношениях, и приглашал квакеров открывать школы на территории сенека. Разочаровавшись в плохой реакции своего народа на евроамериканское общество, он закрыл школы и последовал за движением своего сводного брата Красивого Озера, вернувшись к традиционному образу жизни и религии ирокезов. Правительство США предоставило ему 607 гектаров бывшей территории сенека в Пенсильвании в 1796 году, для него и его наследников навсегда, которая стала известна как тракт Сажателя Кукурузы.
После того, как его род прекратился, тракт был затоплен по окончании строительства плотины Кинзуа на реке Аллегейни, одной из крупнейших в США, запущенной в действие в 1965 году. Останки Сажателя Кукурузы, его потомков и его памятник были перенесены. Большинство оставшихся жителей тракта были вынуждены переселиться в резервацию Аллегейни, они потеряли свои плодородные сельскохозяйственные угодья.

## Биография

### Ранние годы
Точная дата рождения Сажателя Кукурузы неизвестна, он родился между 1732 и 1746 годами в селении Канавогас на реке Дженеси на территории современного округа Ливингстон. Он был сыном женщины из племени сенека, Га-хон-но-не (Та, Которая Идёт К Реке), и голландского торговца Йоханнеса Абеля II. Голландцы поселились в этом районе несколько поколений назад, и отец Сажателя Кукурузы, торговец пушниной из Олбани, был членом известной в Нью-Йорке семьи. Йоханнес Абель II (1722—1794) был связан с семьёй Скайлер, местными лидерами в бизнесе и политике. Дед, в честь которого он был назван, Йоханнес Абель I (1667—1711), был также торговцем и коммерсантом, который установил связи с индейскими племенами, и который занимал пост второго мэра Олбани, позже столицы штата Нью-Йорк. 
Сажатель Кукурузы был воспитан своей матерью среди сенека. Поскольку у ирокезов существовала матрилинейная система родства, он считался членом клана своей матери, клана Волка, который славился многими знаменитыми личностями. Мужчины этого клана традиционно выполняли функции военных вождей. 

### Вождь племени
Сажатель Кукурузы впервые стал известен как военный вождь сенека, когда часть его племени выступила против англичан во время Войны с французами и индейцами. Он присутствовал при разгроме экспедиции Брэддока.
Во время Американской революции и Сажатель Кукурузы, и его дядя, вождь Гайасута, хотели, чтобы племена ирокезов сохраняли нейтралитет. Они не видели смысла ввязываться в конфликт одних белых людей с другими. Когда боевые действия между колонистами и британцами разгорелись, обе стороны попытались завербовать ирокезов в качестве союзников. Британцы предлагали большое количество товаров и опирались на свои давние торговые отношения. Кроме того, власти метрополии запрещали колонистам, во избежание конфликтов с индейскими племенами, селиться к западу от Аппалачей. Лига ирокезов собралась в июле 1777 года, чтобы принять решение относительно военных действий. Хотя Гайасута и Сажатель Кукурузы высказались за нейтралитет, большинство вождей проголосовали за участие на стороне Британской империи. Шесть племён разделились в вопросе о том, какой курс избрать. Большинство мохоков, сенека, кайюга и онондага решили вступить в союз с британцами. Но онайда и тускарора, отчасти благодаря влиянию пресвитерианского миссионера Сэмюэла Киркленда, присоединились к повстанцам. 
Сажатель Кукурузы объединил свои силы с лоялистом Джоном Батлером и его рейнджерами в битве 1778 года в долине Вайоминг в современной Пенсильвании. В результате атаки были практически уничтожены 360 вооружённых американцев недалеко от Уилкс-Барре. Силы патриотов под командованием полковника Томаса Хартли сожгли деревню сенека Тиога. В отместку Сажатель Кукурузы и военный вождь мохоков Джозеф Брант участвовали в нападениях лоялистов и ирокезов на селение Черри-Валли в провинции Нью-Йорк. Пока форт был окружен, индейцы начали массовое убийство мирных жителей в деревне, убив 48 человек и взяв в плен ещё 80, половина из которых, так и никогда не вернулась домой. Во время этой кампании воины Сажателя Кукурузы захватили его отца, Йоханнеса Абеля после поджога его дома. Предводитель сенека узнал его и принёс извинения. Он предложил отцу уйти к сенека или вернуться к своей европейской семье. Когда Абель выбрал последнее, Сажатель Кукурузы попросил своих воинов сопроводить его.
После рейдов лоялистов и ирокезов Джордж Вашингтон поручил генерал-майору Джону Салливану вторгнуться на территорию конфедерации ирокезов и уничтожить их поселения. В сражении при Ньютауне Салливан разбил индейцев и британские войска. Экспедиция Салливана нанесла огромный ущерб селениям ирокезов, разорить большинство из них дотла. С мая по сентябрь 1779 года американцы методично уничтожали деревни, фермы, запасы урожая и животных по всей территории ирокезов. Сажатель Кукурузы вместе с Брантом и Сайенгератой, предпринял отчаянные действия по задержке экспедиции Салливана, чтобы позволить сбежать женщинам и детям, которые отправились в Канаду. Выжившие ирокезы ужасно страдали в последующие месяцы, многие замёрзли или умерли от голода. В долгосрочной перспективе стало ясно, что экспедиция лишила конфедерацию ирокезов возможности сохранять свои прежние урожаи и использовать многие населённые пункты — кампания вызвала массовый голод и рассеяние племён ирокезов. Сажатель Кукурузы, вместе со своими воинами, продолжал сражаться против патриотов, надеясь изгнать колонистов со своей территории.

### Тракт Сажателя Кукурузы
После окончания Войны за независимость США Сажатель Кукурузы осознал необходимость установления позитивных дипломатических отношений с правительством вновь образованного государства. Он стал посредником в переговорах между евроамериканцами и сенека, а также другими индейскими племенами. В 1790 и 1791 годах Сажатель Кукурузы заслужил благодарность федерального правительства за свои усилия по недопущению союза между ирокезами и индейцами Огайо. 
Американские власти выделили в 1796 году ему участок земли вдоль западного берега реки Аллегейни в штате Пенсильвания, площадью 6,1 км². К 1798 году 400 сенека жили на земле, которая называлась Тракт Сажателя Кукурузы. Расположенная в изолированном приграничном районе, она наименее из всех оставшихся у ирокезов земель подверглась обнищанию. На её территории ещё присутствовала дичь и селение вождя сенека было более преуспевающим, нежели большинство других селений ирокезов.

### Приглашение квакеров
Сажатель Кукурузы совершил много поездок в Нью-Йорк, Олбани и Филадельфию, чтобы укрепить отношения и поговорить с теми, кто интересовался его народом. Он пытался изучить обычаи евроамериканцев, поскольку считал это необходимым для будущих отношений между ирокезами и белыми американцами. Сажатель Кукурузы понимал, что дичи, за счёт которой его люди продолжали существовать хватит ненадолго, поэтому сенека должны научиться молоть зерно и пахать землю плугом. На переговорах с американскими чиновниками он искал помощи в сооружении мельниц и лесопилок, и просил, чтобы правительство послало кузнеца на его территорию. 
Сажатель Кукурузы был впечатлён верованиями и практикой квакеров. Он пригласил их обучать своего сына и развивать школы на территории тракта. Вождь и его сводный брат, религиозный лидер Красивое Озеро, решительно выступали против употребления спиртных напитков среди сенека. По предложению Сажателя Кукурузы трое членов Общества друзей прибыли к сенека осенью 1799 года. Двое из этих миссионеров, Холлидей Джексон и Джоэл Суэйн, учредили образцовую ферму и планировали построить мельницу. Их целью было научить индейцев производить излишки продовольствия и продавать их. Третий миссионер, Генри Симмонс, был школьным учителем и планировал обучить детей сенека английскому языку.
Сводный брат вождя в том же году имел серию видений, после чего начал проповедовать и призывать ирокезов вернуться к традиционному образу жизни и участвовать в религиозных церемониях. Квакеры хотели, чтобы сенека отказались от своих обрядов и приняли частную собственность. Их настойчивые требования вызвали отчуждение у Сажателя Кукурузы и он разочаровался в своих отношениях с евроамериканцами.

### Поздние годы
В 1800 году у Сажателя Кукурузы заболела дочь по имени Джииви  и он обратился к Красивому Озеру за помощью. Пророк сенека провозгласил её жертвой колдовства. Подозрение пало на охотившийся поблизости отряд манси-делаваров. Сажатель Кукурузы схватил вождя манси и держал его в заложниках, поверив своему брату. Несколько сот воинов-делаваров собрались у границ тракта и угрожали войной сенека, если их вождя не отпустят. Последователи пророка требовали казнить делавара, но вождь сенека обратился за советом к белым друзьям из соседнего поселения, которые сказали ему, что не следует казнить заложника. Джииви поправилась и вождя манси отпустили.
В 1803 году Сажатель Кукурузы поссорился с Красивым Озером, который был недоволен его авторитарным правлением. Сын вождя, Генри Эйбил, был сторонником прогресса и нередко высмеивал пророка за его суеверия. Красивое Озеро был вынужден временно уехать к другой группе сенека в резервацию Тонаванда. По возвращении в тракт, он был принят в члены его Совета, но ведущую роль в нём до конца жизни играл Сажатель Кукурузы. В 1821 году округ Уоррен пытался заставить вождя сенека платить налоги за его землю, против чего он протестовал на том основании, что земля была предоставлена ему правительством США за его заслуги. После долгих разбирательств штат Пенсильвания, наконец, согласился с ним и освободил тракт от уплаты налогов.
В последние годы своей жизни вождь сенека агитировал против христианства, стремясь сохранить старинные предания и обычаи ирокезов. Раскаиваясь в своей роли в ассимиляции своего народа, он сжёг свою военную форму, сломал свой меч и уничтожил свои медали. Сажатель Кукурузы умер на своей земле в 1836 году. Через 30 лет штат Пенсильвания установил памятник над его могилой, который  считается первым монументом, воздвигнутым в честь коренного американца в Соединённых Штатах.